# Garbagnate Monastero
Garbagnate Monastero (Garbagnaa in dialetto brianzolo) è un comune italiano di 2 515 abitanti situato nel cuore delle colline della Brianza in provincia di Lecco, in Lombardia.

## Geografia
Il territorio di Garbagnate Monastero si estende su una superficie di circa 345 ettari, per la quasi totalità a carattere collinoso. L'altitudine sul livello del mare varia da un minimo di 270 metri s.l.m. ad un massimo di 334 metri s.l.m.
La particolare conformazione del suolo, collinare e irregolare, è sicuramente dovuta all'azione dei ghiacciai nel tempo e a tal proposito il territorio comunale pare naturalmente diviso in due ampie conche con al centro un piccolo rilievo. Entrambe le conche sono interessate da un reticolo di piccoli rigagnoli denominati volgarmente "beverette", e dal torrente Bevera, che lambisce il territorio comunale nel mezzo del suo percorso dal monte S. Genesio alla foce nel Lambro.
Queste conche delimitano anche i territori delle quattro frazioni in cui il comune è suddiviso: Brongio Alto e Brongio Basso (che insieme formano la frazione di Brongio, situata nella conca posta a levante e altrettanto popolosa quanto il capoluogo; si trova su un terreno composto da strati di Molera ricoperti di morenico), Tregiorgio, Ruscolo e Fornaci.
Il territorio di Garbagnate Monastero confina con altri cinque comuni, tutti afferenti alla provincia di Lecco: Molteno a nord, Sirone a est, Barzago e Bulciago a sud mentre Costa Masnaga si trova a ovest.

## Origini del nome
Il nome "Garbagnate" pare provenga dal latino garbus che significa "campo erboso" o "cespuglio".
L'aggiunta di "Monastero" sarebbe dovuta al fatto che nell'anno 1280 era attestato un monastero su tale territorio (si presume fosse localizzato nei pressi dell'oratorio dei santi Nazario e Celso). Da numerosi documenti emerge tuttavia come il territorio di Garbagnate sia stato per lungo tempo un appezzamento fondiario di un monastero milanese, il che potrebbe indurre a pensare che l'indicazione "Monastero" sia da attribuire non tanto al complesso monastico presente sul territorio, quanto, piuttosto, al fatto che la zona fosse di proprietà di un monastero.
Il nome della frazione Brongio si pensa derivi invece dalla voce brusco spugnitoso o bosco umido, che indica un terreno boscoso e irto di cespugli.

## Storia del paese
Come testimoniano alcuni ritrovamenti, il paese sorse probabilmente già nell'età gallo-romanica, circa nei primi secoli d.C. Nel 1891, infatti, nel corso di un restauro dell'oratorio dei Santi Nazaro e Celso, sono venuti alla luce alcuni massi avelli di Età romana, oltre ad una tomba barbarica del VI-VII secolo contenente una fibula bronzea, due coltelli in ferro e una moneta.
Nel corso dei secoli successivi, la zona fu occupata da diversi popoli, a partire dai Longobardi, dall'impero Carolingio fino ad arrivare al Sacro Romano Impero e al Ducato di Milano. In epoca medievale, il territorio faceva parte delle proprietà del monastero benedettino di San Martino. Passò agli austriaci e alla Francia prima dell'Unità d'Italia, quando successivamente diventò comune.

### Simboli
Lo stemma comunale e il gonfalone sono stati concessi con decreto del presidente della Repubblica del 22 maggio 1977. Nello stemma d'argento è raffigurata l'abside della chiesetta romanica dei SS. Nazaro e Celso, accompagnata nel cantone sinistro del capo da una spiga di grano, una pannocchia di granoturco e una rosa rossa che ricordano la tradizione agricola del territorio di Garbagnate.
Il gonfalone è invece un drappo partito di bianco e di rosso.

## Monumenti e luoghi di interesse

### Architetture religiose

#### Oratorio dei Santi Nazaro e Celso
L'edificio, di impianto romanico (XI secolo), è stato costruito su un precedente oratorio religioso di epoca longobarda (V-VI secolo secondo la Storia di Milano Treccani, VIII secolo secondo alcune comparazioni stilistiche con il pluteo della Chiesa di San Giovanni di Castelseprio e a un reperto dell'Isola Comacina), disposto longitudinalmente rispetto all'attuale chiesetta e dotato di un'abside di forma quadrata. Longobarda è anche la sepoltura di un guerriero rinvenuta all'interno dello stesso oratorio. Nel 1891 avvenne un'importante ristrutturazione del complesso, che venne architetturalmente modernizzato e solidificato. Oggi l'oratorio si presenta invece con una facciata a capanna ed è caratterizzato dalla presenza di un'abside aperta da tre monofore. Accompagnato da un campanile rococò, l'oratorio è dunque un monumento nazionale.

#### Chiesa parrocchiale di San Bernardo
Brongio ospita la chiesa di San Bernardo, sede di una parrocchia dal 1608, provvista di un campanile del XVI secolo.
La chiesa di San Bernardo fu ricostruita nel terzo decennio del XX secolo sulla base del precedente edificio religioso del Seicento, periodo al quale risale un affresco di San Rocco in essa conservato.

#### Chiesa di San Martino
Chiesa dedicata a san Martino, sorge isolata su una collina, sopraelevata rispetto alle antiche campagne. Risale alla metà del XII secolo (epoca in cui veniva utilizzata come centro culturale dell'ordine degli Umiliati, operanti tra Brongio e Gaesso) e si presenta come una piccola costruzione ad una sola navata affiancata da un campaniletto.
Venne adibita a lazzaretto durante la peste del 1630: infatti rimangono sul fianco esterno destro della chiesa alcune ossa degli appestati qui deceduti, raccolte in una nicchia alta sulla parete. L'ultimo restauro risale al 1960, quando vennero risistemati il tetto e le murature; furono rimesse a dimora anche le ossa che nel frattempo si erano sparse nell'area circostante.
Appartato luogo di culto ancora consacrato, tutti gli anni viene celebrata la messa nel giorno di san Martino, 11 novembre.

## Società

### Evoluzione demografica
tabella che mostra la crescita  del paese
| Anno     | Data rilevamento | Popolazione residente | Variazione assoluta | Variazione percentuale | Numero Famiglie | Media componenti per famiglia |
| -------- | ---------------- | --------------------- | ------------------- | ---------------------- | --------------- | ----------------------------- |
| 2001     | 31 dic           | 2.175                 | -                   | -                      | -               | -                             |
| 2002     | 31 dic           | 2.171                 | -4                  | -0,18%                 | -               | -                             |
| 2003     | 31 dic           | 2.201                 | +30                 | +1,38%                 | 834             | 2,64                          |
| 2004     | 31 dic           | 2.309                 | +108                | +4,91%                 | 884             | 2,61                          |
| 2005     | 31 dic           | 2.307                 | -2                  | -0,09%                 | 886             | 2,60                          |
| 2006     | 31 dic           | 2.304                 | -3                  | -0,13%                 | 896             | 2,57                          |
| 2007     | 31 dic           | 2.375                 | +71                 | +3,08%                 | 921             | 2,58                          |
| 2008     | 31 dic           | 2.393                 | +18                 | +0,76%                 | 930             | 2,57                          |
| 2009     | 31 dic           | 2.420                 | +27                 | +1,13%                 | 935             | 2,59                          |
| 2010     | 31 dic           | 2.431                 | +11                 | +0,45%                 | 937             | 2,59                          |
| 2011 (¹) | 8 ott            | 2.430                 | -1                  | -0,04%                 | 947             | 2,57                          |
| 2011 (²) | 9 ott            | 2.430                 | 0                   | 0,00%                  | -               | -                             |
| 2011 (³) | 31 dic           | 2.433                 | +2                  | +0,08%                 | 952             | 2,56                          |
| 2012     | 31 dic           | 2.451                 | +18                 | +0,74%                 | 963             | 2,55                          |
| 2013     | 31 dic           | 2.481                 | +30                 | +1,22%                 | 973             | 2,55                          |
| 2014     | 31 dic           | 2.448                 | -33                 | -1,33%                 | 964             | 2,54                          |
| 2015     | 31 dic           | 2.445                 | -3                  | -0,12%                 | 968             | 2,53                          |
| 2016     | 31 dic           | 2.441                 | -4                  | -0,16%                 | 972             | 2,51                          |
| 2017     | 31 dic           | 2.480                 | +39                 | +1,60%                 | 983             | 2,52                          |
| 2018*    | 31 dic           | 2.509                 | +29                 | +1,17%                 | 989,78          | 2,53                          |
| 2019*    | 31 dic           | 2.498                 | -11                 | -0,44%                 | 998,41          | 2,50                          |
| 2020*    | 31 dic           | 2.516                 | +18                 | +0,72%                 | 1.017,00        | 2,47                          |
| 2021*    | 31 dic           | 2.533                 | +17                 | +0,68%                 | 1.025,00        | 2,47                          |
| 2022*    | 31 dic           | 2.533                 | 0                   | 0,00%                  | 1.031,00        | 2,46                          |

- 140 abitanti nell'anno 1751
- 357 abitanti nell'anno 1771
- 416 abitanti nell'anno 1805
- 973 abitanti nell'anno 1853

Abitanti censiti